# Artajona
Artajona è un comune spagnolo di 1 721 abitanti situato nella comunità autonoma della Navarra.

## Storia
Nel comune si trova il gruppo dolmenico più meridionale della Navarra. Comprende due dolmen monumentali (Portillo de Enériz e Mina de Farangortea), scoperti da Tomás López Sellés e Baltasar Andueza e scavati da Fernández Medrano e Juan Maluquer de Motes. Costruite in modo spettacolare, mostrano grandi tombe a galleria con una lastra di separazione (o "finestra") situata al centro di tumuli che misurano più di 20 m di diametro e 2,5 m di altezza. Non essendo conformi a nessuna delle tipologie solitamente accettate come primarie all'interno delle tipologie megalitiche, è ragionevole interpretarle come una particolare variante situata a metà strada tra le tipologie basate sulle gallerie coperte e le tombe a corridoio. Anche in altri comuni, come Aguarroya, Andiuz, Artadía, Cercondoa, Chirriturría, Landerdoya e Saragoría, si trovano siti dell'Eneolitico e dell'Età del Bronzo. Ci sono anche resti di insediamenti dell'Età del Ferro come Dorre, Gasteluzar e Guencelaya, dove è stato trovato un altare decorato con una testa di toro.
Un intervento archeologico, commissionato dal governo della Navarra per ripristinare il recinto, è stato realizzato tra il novembre 2007 e il febbraio 2008 e ha confermato l'esistenza di un insediamento romano databile tra il I secolo a.C. e il II secolo d.C. L'assenza di strati e strutture archeologiche risalenti ai periodi romano inferiore imperiale, tardoantico e altomedievale indica che quest'area fu abbandonata fino ai secoli centrali del Medioevo.
Il contributo di Artajona alla storia del cooperativismo agricolo in Navarra fu decisivo: il 10 novembre 1904 fu fondata la Cooperativa Agricola Caja Rural, il 3 dicembre 1939 la Cantina Cooperativa San Francisco Javier, il 24 novembre 1944 la Trebbiatrice Cooperativa Nuestra Señora de la Merced, il 6 agosto 1962 la Trebbiatrice Nuestra Señora de Jerusalén e il 3 luglio 1965 la Cooperativa Conserviera San Saturnino.